# Zwartwangspoorkoekoek
De zwartwangspoorkoekoek (Centropus melanops) is een spoorkoekoek uit de familie van de Koekoeken die alleen voorkomt in de Filipijnen.
In het Filipijns heet deze vogel Ubon-Ubon.

## Algemeen
De zwartwangspoorkoekoek is een grote koekoek. De twee geslachten lijken sterk op elkaar. De kruin is vaalwit, de nek, bovenzijde van de rug en borst zijn vaalgeel. De rest van de rug en de staart zijn zwart met wat glimmend blauwachtig groen op de staart. De vleugels zijn kastanjebruin met bruine uiteinden aan het uiteinde van de vleugels. De buik is kruinachtig zwart en wordt zwarter richting de onderzijde van de staart. De snavel en de poten zijn zwart en de ogen rood.
Deze soort wordt inclusief staart 48 centimeter en heeft een vleugellengte van 17,5 centimeter.
De zwartwangspoorkoekoek is een schuwe vogel die zich verborgen houdt. Ze vliegen bovendien niet erg goed. De zwartwangspoorkoekoek lijkt op de Filipijnse spoorkoekoek, maar is daarvan te onderscheiden door vaalgele kop en borst en het zwarte gezicht.

## Ondersoorten, verspreiding
Van de zwartwangspoorkoekoek worden geen ondersoorten meer onderscheiden. De vogel komt voor op de oostelijke Visayas en op Mindanao.

## Leefgebied
De zwartwangspoorkoekoek is te vinden in laaglandbossen en -bosranden beneden 1000 meter. Ze zoeken daar alleen of in paartjes naar voedsel halverwege de bomen of in de boomtoppen.

## Voortplanting
Er zijn exemplaren met vergrote gonaden waargenomen in mei en juni. Over de eieren en het nest van deze soort in het wild is niets bekend .